# Masakra w Samaszkach
Masakra w Samaszkach – masowy mord ludności cywilnej narodowości czeczeńskiej dokonany przez wojska rosyjskie w dniach 7–8 kwietnia 1995 w czasie trwania I wojny w Czeczenii we wsi Samaszki, położonej 35 km na zachód od Groznego.

## Przebieg wydarzeń
6 kwietnia 1995 wojska rosyjskie rozpoczęły ostrzał artyleryjski wsi Samaszki, położonej 35 km na zachód od Groznego. Następnego dnia o piątej rano przeprowadzony został półgodzinny nalot, po którym miejscowość została otoczona przez wojska pancerne. Delegacja mieszkańców, w skład której weszła starszyzna wioski, usiłowała przekonać Rosjan o zaprzestanie oblężenia, z uwagi na fakt wycofania się bojowników czeczeńskich kilka dni przed pojawieniem się wojsk rosyjskich. W rozmowie z gen. Jurijem A. Antonowem delegacja usłyszała, „Jeżeli nie dostarczycie broni (nie wydacie bojowników) do godziny czwartej po południu, będę zmuszony spełnić swój obowiązek”. Sytuacja mieszkańców wsi stała się dramatyczna, bowiem w rzeczywistości nie przetrzymywali oni broni ani nie ukrywali bojowników. Te fakty nie przekonały Rosjan, którzy w liczbie 350 żołnierzy o godzinie 15:45 przystąpili do ataku opanowując wieś do godziny 19:00. Po rozprawieniu się z dziesięcioosobowym oddziałem samoobrony mieszkańców żołnierze przeszli do metodycznego „oczyszczania” wsi. Kulminacją rajdu na Samaszki były wydarzenia z 8 kwietnia 1995. Żołnierze rosyjskiego MSW (MWD) rozpoczęli wówczas przeszukania domostw mieszkańców wsi, dokonując licznych egzekucji i podpaleń. Amnesty International podaje, że zginęło wówczas 250 cywili, w tym wiele kobiet i dzieci. Winę Rosjan potęguje ponadto fakt, że aż do 10 kwietnia 1995 nie wpuszczali oni do Samaszek lekarzy i przedstawicieli Międzynarodowego Czerwonego Krzyża, w rezultacie czego wielu rannych zmarło.

## Następstwa
Zbrodnia ludobójstwa w Samaszkach wyznaczyła nowy etap w historii I wojny czeczeńskiej. Według relacji świadków, rosyjscy żołnierze wyciągali z piwnic mężczyzn i rozstrzeliwali ich na oczach rodzin. Zatrzymanych szczuli psami i bili. Domy podpalali i grabili. Ciała wrzucono podobno do masowego grobu i przysypano niegaszonym wapnem. Zdarzenie pokazało, że Rosjanie są zdolni do morderstw na ludności cywilnej, by zastraszyć mieszkańców osad czeczeńskich lub zlikwidować potencjalne zagrożenie. Bezpośrednim rezultatem wydarzeń w Samaszkach było sprowokowanie w Czeczenach żądzy odwetu, której upust dali w czasie kryzysu Budionnowskiego.